# Haus Marien (Wesel-Büderich)

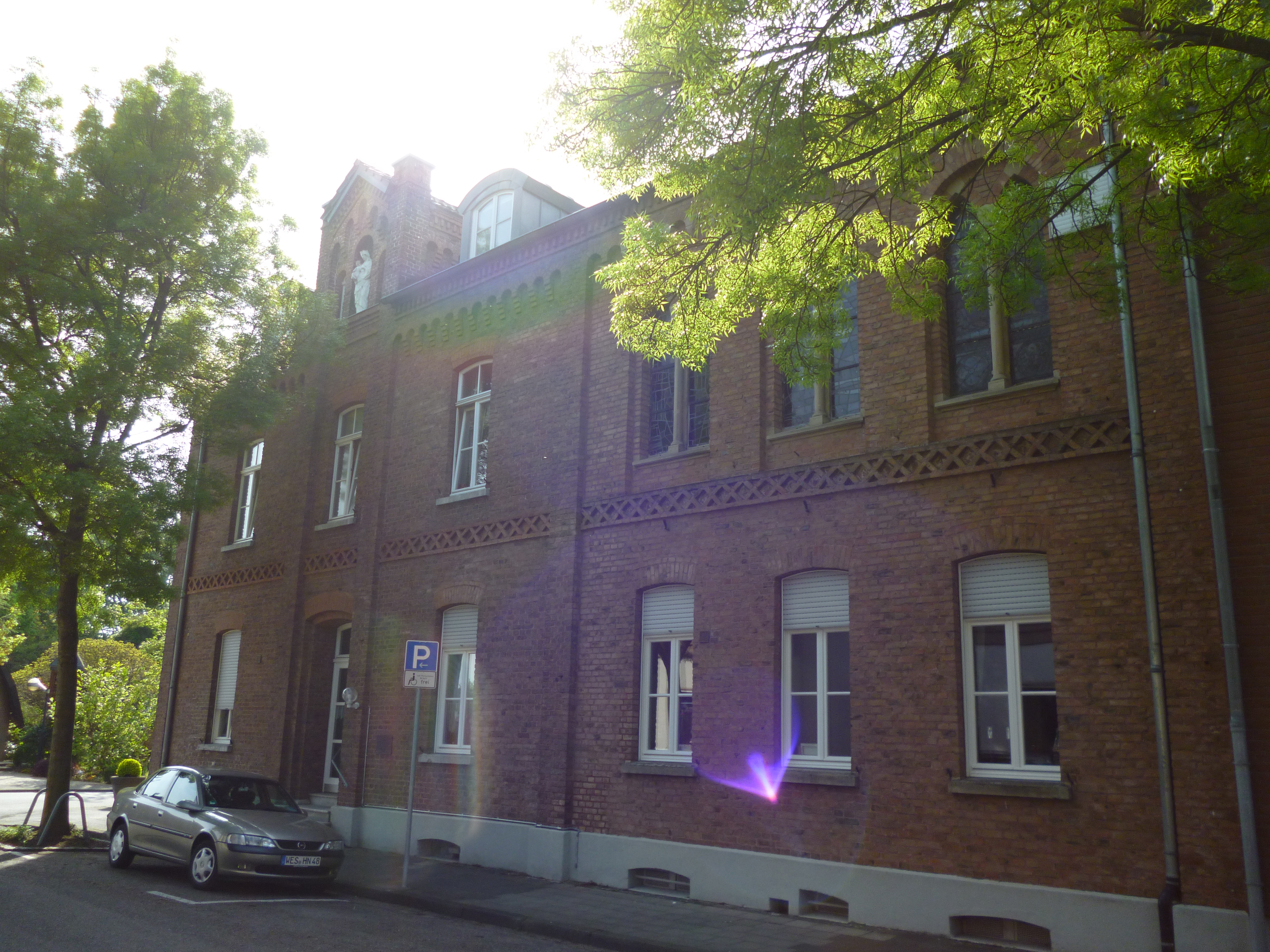
Haus Marien in Büderich

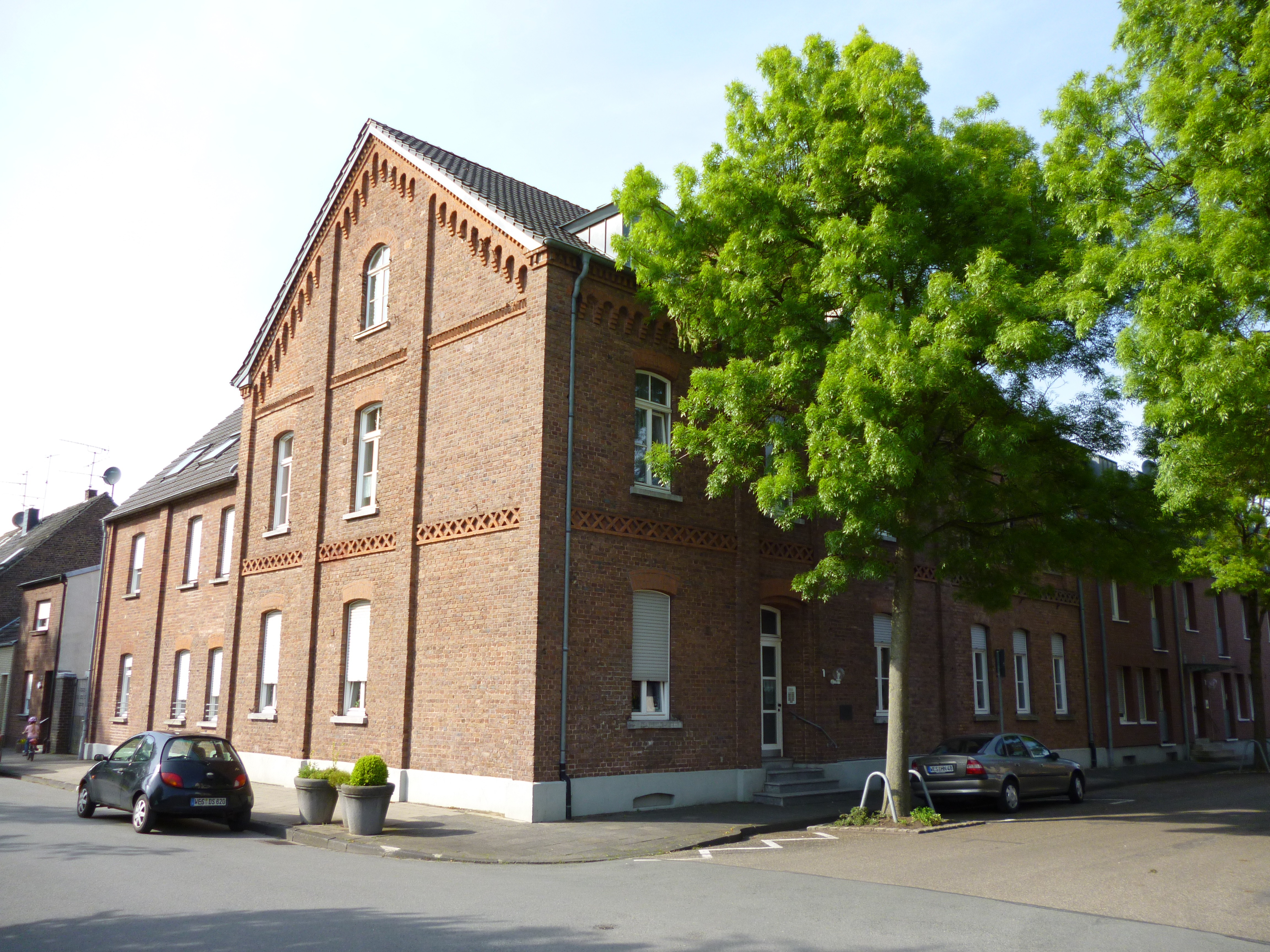
Haus Marien in Büderich

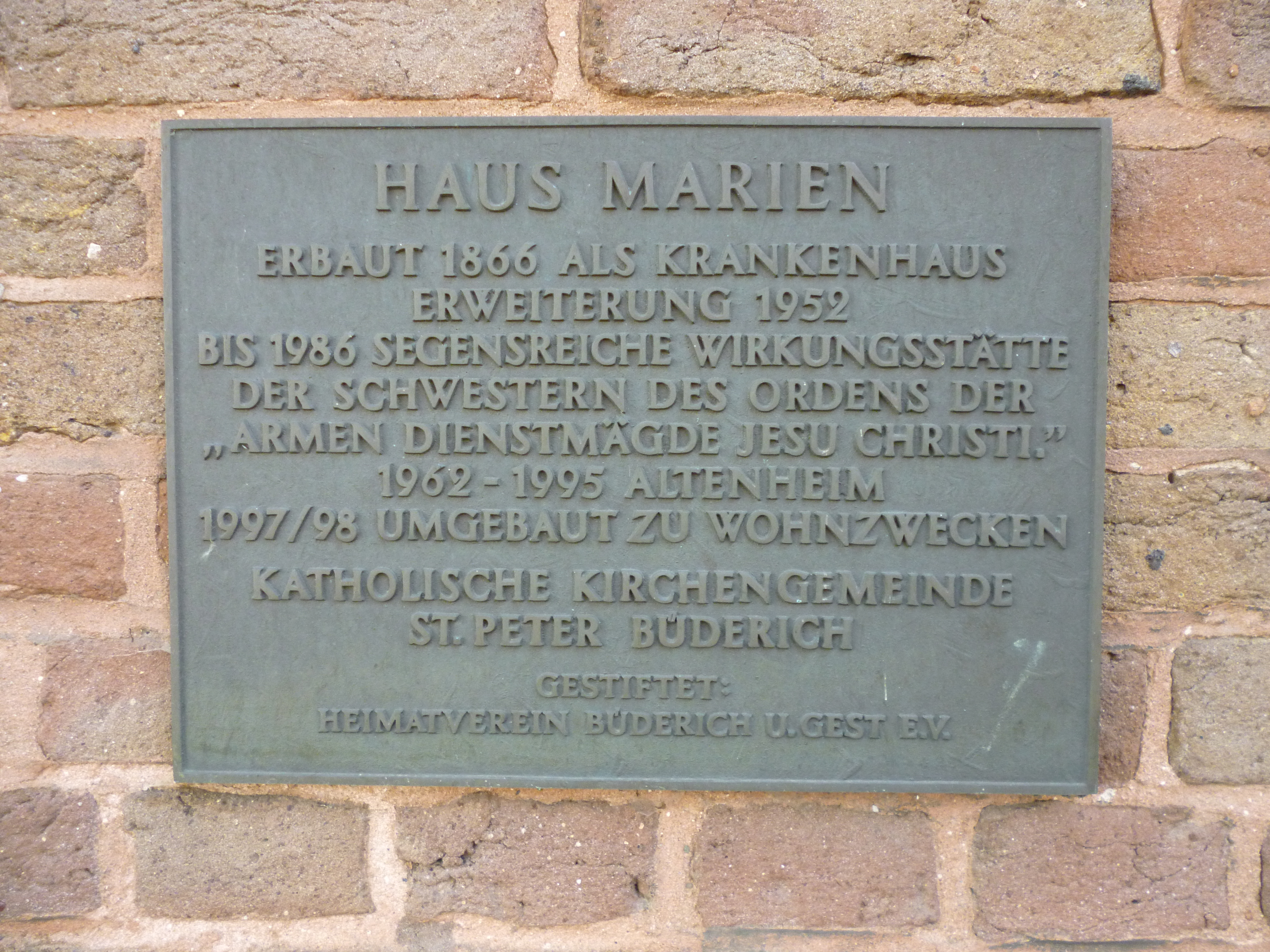
Hinweistafel am Haus Marien

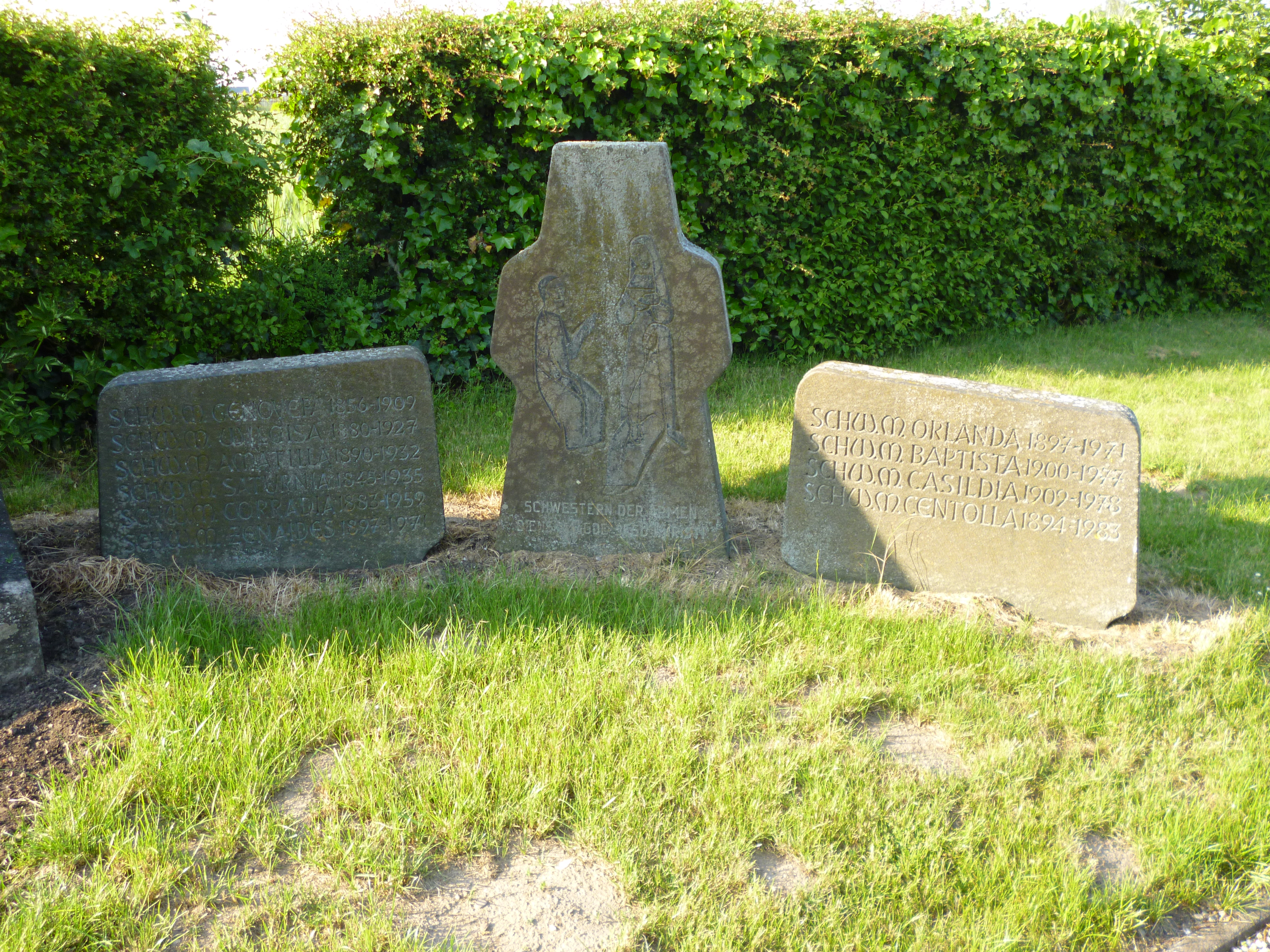
Gräber der Ordensschwestern auf dem Büdericher Friedhof

Das Haus Marien ist ein Bauwerk in Büderich, Wesel.

## Geschichte
Das Haus wurde 1866 als Marien-Krankenhaus errichtet und 1952 erweitert. Von 1962 bis 1995 diente es als Altenheim. 1997/98 wurde das Haus zu Wohnzwecken umgebaut. Die Glocke des Hauses fand im Jahr 2012 im neu errichteten Glockenturm der benachbarten Gertrudenkapelle einen neuen Platz.
Bis zum Jahr 1986 wirkten hier die Ordensschwestern des Ordens Arme Dienstmägde Jesu Christi. Ihr Gemeinschaftsgrab befindet sich auf dem Büdericher Friedhof.